# Маршалси
Маршалси (англ. Marshalsea) (1373—1842) — тюрьма на южном берегу реки Темзы в Саутверке (ныне район Лондона). Начиная с XIV века до закрытия в 1842 году, в ней содержались находящиеся под трибуналом за преступления, совершённые на море (в том числе и за «противоестественные преступления»), политические деятели и интеллектуалы, осуждённые за антиправительственную агитацию, а также (за что тюрьма и получила наибольшую известность) лондонские должники, срок пребывания которых в тюрьме в основном определялся кредиторами. В XVIII веке свыше половины заключённых тюрем Англии составляли должники.
Тюрьма Маршалси (как и все английские тюрьмы до XIX века) была открыта с целью получения прибыли и функционировала как заведение для вымогательства. Внешне она была похожа на университет Оксбридж. Для заключённых, которые могли платить, был открыт бар, магазин и ресторан, также была доступна привилегия выхода за пределы тюрьмы в течение дня: это значило, что должники могли добыть деньги, чтобы удовлетворить требования кредиторов. Остальным приходилось, возможно, десятилетиями ютиться в одной из девяти комнат вместе с дюжинами остальных заключённых за скромные долги, которые росли, так как к ним добавлялись невыплаченные долги перед тюрьмой. Самые бедные заключённые страдали от голода, а если они перечили тюремщикам их подвергали пыткам, сдавливая их головы и большие пальцы. Комитет парламента докладывал в 1729 году, что за трёхмесячный период триста заключённых погибли от голода и что в более тёплую погоду ежедневно умирают по восемь-десять заключённых.
Тюрьма получила всемирную известность в XIX веке по произведениям английского романиста Чарльза Диккенса, чей отец попал туда в 1824 году за долг булочнику. Вынужденный покинуть школу в возрасте 12 лет и работать на заводе, Диккенс вывел несколько персонажей своих произведений, исходя из своего опыта. Наиболее известным из них был роман «Крошка Доррит», герой романа провёл в Маршалси 23 года за долги.
Большая часть тюрьмы была разрушена в 1870-х годах, но несколько строений использовались в XX веке, в них размещались магазины скобяных изделий, масла и типография Marshalsea Press. Сейчас от тюрьмы осталась только длинная кирпичная стена, обозначающая южный предел тюрьмы, существование которой Диккенс назвал «скоплением духов многих несчастных лет», отмеченных табличкой местного совета. Он писал «Теперь её нет, и мир не стал от этого хуже».

## Предыстория

### Суд Маршалси
Слово Marshalsea (исторически похожее слово marshalcy — должность, звание или положение маршала) произошло от англо-нормандского слова «mareschalcie». Полагалось, что это слово из XVI или XVII века происходило от составного маршал + видеть, например для обозначения места, но на самом деле слово происходит от составного маршал + cy (как для звания капитана). Слово маршал первоначально означало коновал (от старогерманского marh («лошадь») и scalc («служитель»)) и впоследствии перешло в титул председателей судов в средневековой Европе.
Слово «Маршалси» первоначально относилось к суду, который также назывался Court of the Verge (суд границы), the Court of the Steward and Marshal (суд сенешаля и маршала), и Court of the Marshalsea of the Household of the Kings of England (суд Маршалси королевского дома Англии). Он находился в ведении английского королевского дома. Суд появился в 1290 году, когда сотрудники лорда-сенешаля и рыцаря-маршала (Knight Marshal), согласно внутренним законам, составили судебный орган. Под юрисдикцией суда находились члены семьи, проживающие в «границах» 19 км от персоны короля, где бы он сам ни находился, таким образом, это был некий «амбулаторный суд», который передвигался по стране вместе с королём. Суд имел дело с исками о посягательстве на чужие владения, об оскорблении и в случаях задолженности. На деле суд часто разбирал личные споры между людьми, не связанными с королевским домом, и определение «граница» часто превышало 19 км. Первоначально тюрьма была построена для содержания заключённых, находящихся под судом Маршалси и судом королевской скамьи, но вскоре круг заключённых расширился, термин «Маршалси» стал использоваться для названия самой тюрьмы.

### Саутверк
Саутверк был заселён римлянами в 43 г н. э. и был заставой Лондона со стороны южной Англии, особенно вдоль Уотлинг-стрит, римской дороги из Кентербери, которая переходит в главную улицу Саутверка (Borough High Street). Она получила известность благодаря путешественникам и трактирам (среди которых был трактир Tabard, воспетый в «Кентрберийских рассказах» поэта Джефри Чосера), и за жителей-уголовников, скрывавшихся на другой стороне старого лондонского моста. В Саутверке стоял шекспировский театр «Глобус». В 1796 году в этом районе было пять тюрем: Клинк, Тюрьма королевского суда, «Белый лев» (тюрьма округа Суррей), Боро Комптерн и Маршалси. (Во всём Лондоне для сравнения было 18 тюрем).

### Должники в Англии
До принятия в 1869 году акта о банкротстве (который упразднил тюрьмы для должников в Англии), мужчины и женщины обычно подвергались заключению за невыплаченные долги по воле их кредиторов, иногда заключение продолжалось десятилетиями. Часто должники брали с собой в заключение свои семьи, так как единственной альтернативой для их жён и детей были неопределённые шансы на благотворительность, таким образом, в тюрьмы должников порой отправлялись целые семейные общины, в тюрьмах рождались и воспитывались дети. В других европейских странах существовали законы ограничивающие длительность заключения за долг одним годом, но в Англии должники пребывали в заключении пока их кредиторы не получали удовлетворения. Когда в 1842 году закрылась тюрьма Флит, некоторые должники уже провели в ней по 30 лет.

Я не видел ни информации, ни совета, ни ободрения, ни утешения, ни помощи, ни поддержки в каком-либо виде ни от кого.
Оригинальный текст (англ.) had no advice, no counsel, no encouragement, no consolation, no assistance, no support, of any kind, from anyone ... 
— Чарльз Диккенс "Дэвид Копперфильд"
Закон не предоставлял никакой поддержки для людей, чьи средства были связаны с законами наследования, или для тех, кто платил кредиторам лишь столько, сколько мог выплатить. Тюрьмы управлялись частными лицами, и вся тюремная экономика зависела от общин должников, поэтому администрация тюрьмы требовала от заключённых ренту (так называемый «тюремный сбор»), тюремщики требовали плату за еду и одежду, адвокаты требовали гонорары за безуспешные попытки освободить должников. Кредиторы (часто бывшие торговцами) взвинчивали размер долга только за то, что должник пребывал в тюрьме. В результате семьи должников, включая детей, часто продавались в работу, чтобы оплатить свои расходы по проживанию в тюрьме, долги увеличивались до непомерных размеров, реальных перспектив для освобождения не было.
Согласно петиции представленной в парламент в 1641 году, около 10 тыс. человек в Англии и Уэльсе находились в заключении в тюрьмах из-за долга. Законодатели начали решать проблему с 1649 года, но этот процесс продвигался слишком медленно, чтобы почувствовать какую бы то ни было ощутимую разницу. Хелен Смолл пишет, что в годы правления короля Георга III (1760—1820) согласно новым законам нельзя было заключать в тюрьму за долги менее 40 шиллингов (по современным масштабам около 583 фунтов), но даже небольшие суммы быстро увеличивались с учётом издержек адвокатов. Согласно акту о несостоятельных должниках 1813 года, должники могли попросить об освобождении после 14 дней пребывания в тюрьме, принеся при этом присягу, что размер их состояния не превышает 20 фунтов, но если хоть один из их кредиторов заявит протест — должникам придётся остаться в заключении. Даже если должник проводил всю свою жизнь в тюрьме, долг надо было оплатить.

### Тюрьмы Англии
До конца XIX века заключение не рассматривалось в Британии как наказание, по крайней мере, не теми, кто его вводил. Тюрьмы должны были только удерживать должников, пока те не выплачивали долги кредиторам, в противном случае их судьба решалась судьями, назначавшими обычно смертную казнь, пребывание в колодках на площади, порку, выставление у позорного столба или пытки на утином стуле. До принятия декларации о независимости США в 1776 году заключённых часто отправляли в американские колонии, этот процесс получил известность как «транспортация уголовников», это наказание часто вменялось за самые незначительные правонарушения. Когда процесс высылки в американские колонии остановился, осуждённых стали оставлять на бортах заброшенных кораблей (называемых «халками»), пришвартованных на берегах Темзы, у Плимута и Портсмута, с обязательством доставить заключённых куда-либо в определённый момент времени. Согласно данным национального архива в Кеу, организация таких судов халков стало первым вмешательством центрального правительства Британии в дела тюрем. В 1787 году начала применяться ссылка в Австралию, продолжавшаяся до 1867 года. В это период центральное правительство построило ряд тюрем для пребывания заключённых, ожидавших транспортации, наиболее известной из тюрем была тюрьма Миллбанк, построенная в 1816 году, также Паркхерст (1838), Пентонвилль (1842), Портланд (1848), Портсмут (1850) и Чатэм (1856).
Тюремная реформа сдвинулась с места после назначения Роберта Пила на пост министра внутренних дел. До принятия тюремного акта 1823 года и впоследствии тюремных актов 1835 и 1877 годов тюрьмы типа Маршалси, принадлежавшие королевскому дому, управлялись частными лицами, которые покупали права на управление тюрем и на сбор прибыли от них без каких-бы то ни было ограничений. Заключённым приходилось самим обеспечивать себя едой и одеждой, а также обустраивать свои камеры. Если пища и поставлялась, это были только хлеб и вода, а также конфискат с местных рынков, негодный для человеческого употребления. Заключённые, у которых не было денег или тех кто мог принести им пищу, просто-напросто умирали от истощения. Роберт Хаг пишет, что тюремные смотрители присвоили себе право заковывать заключённых в цепи и устанавливать количество кандалов по своему выбору, и требовать плату за то, чтобы их снять (так называемая «плата за цепи»), подобная практика дожила до 1790-х годов. В тюрьме Элийского епископства заключённых, которые не могли заплатить за «освобождение от оков», приковывали спинами к полу шипастым ошейником за горло и вокруг горла, на ноги клали тяжёлые железные полосы, пока кто-нибудь не находил деньги.

## Два здания
Тюрьма Маршалси занимала два строения на нынешней Боро Хай-стрит, первое здание было построено в XIV века (возможно ещё раньше) и находилось на Боро Хай-стрит, 161 между Кинг-стрит и Мермейд-курт. Согласно правительственному докладу от 1799 года, тюремное здание находилось в полуразрушенном состоянии, хотя Робин Адамс пишет, что к концу XVI века здание разрушалось и было ненадёжным, было принято решение построить новое здание тюрьмы в 199 м к югу по Боро Хай-стрит на месте тюрьмы Белого льва (также известной как тюрьма Боро). Вторая тюрьма Маршалси функционировала в этом качестве с 1811 по 1849 год по адресу Боро Хай-стрит 211. Большинство из строения тюрьмы было разрушено в 1870-х годах, когда министерство внутренних дел приняло ответственность за работу тюрем, часть строения существовала до 1950 года, обеспечивая комнаты и помещения под магазины внаём.
Хотя первая тюрьма Маршалси прослужила 500 лет, а вторая только 38, последняя получила большую известность в основном благодаря Чарльзу Диккенсу. Трей Филипс пишет, что тюрьма Маршалси в романе «Крошка Доррит» списана с реальной тюрьмы 1820-х годов. Диккенс редко ошибался и не преувеличивал, но он умолчал о некоторых вольностях жизни в Маршалси, возможно для того, чтобы защитить мораль викторианской эпохи. Большая часть информации о Маршалси получена от Джона Баптисто Грано (1692—1748), одного из трубачей генделевской оперы на улице Хеймаркет, он оставил детальный дневник своего 458-дневного пребывания (с 30 мая 1728 года по 23 сентября 1729 года) в первом Маршалси, которому подвергся за долг в 99 фунтов (по современным масштабам — 11 тыс. фунтов).

## Первая тюрьма Маршалси (1329—1811)
Первое здание Маршалси стояло немного дальше Боро Хай-стрит, здание было размером не больше 150 * 50 футов. Записей о том, когда оно было построено, не сохранилось, но есть упоминание в 1329-м году где Агнесс, жена Уолтера де Вестхале, отбывала там наказание за «злоупотребление силой и оружием» по отношению к Ричарду Чосеру (родственнику писателя Джефри Чосера) и его жене Мэри, с целью помочь своей дочери Джоан выйти замуж за их 12-летнего сына Джона, не достигшего возраста сексуального согласия.
Большая часть первого здания Маршалси была занята должниками. В 1773 году должники в пределах 12 миль от Вестминстера могли попасть в заключение за долг в 40 шиллингов. Также в тюрьме содержалось небольшое число осуждённых судом Олд-бейли за преступления, совершённые на море. Технически тюрьма была под контролем Рыцаря-маршала, но частным лицам было позволено управлять ею и собирать прибыль. Для примера, в 1727 году рыцарь-маршал сэр Филипп Медуоз нанял печатника Джона Дарби в качестве управляющего тюрьмой, но тот нелегально сдал это право в аренду и передал бразды управления мяснику Уильяму Эктону. Эктон платил Дарби 140 фунтов в год (по масштабам 2009 года — приблизительно 16.592 фунта) за право действовать в качестве временного управляющего и главного надзирателя, и 260 фунтов дополнительно за право сбора ренты с комнат и право продажи пищи и питья.

### Господская сторона
В тюрьме существовали два раздельных блока для содержания двух классов заключённых: «Господская сторона» (Master’s Side) состоявшая из 50 комнат, с которых собиралась рента, и «Общая сторона» (Common Side), состоявшая из девяти маленьких помещений, в которых от заката до рассвета запиралось 300 человек. В 1728-м году рента с комнаты «Господской стороны» составляла 50 шиллингов (58 фунтов по масштабам 2009 года, если использовать индекс розничных цен, или 773 фунта, если считать по среднему заработку) в неделю, большинству заключённых приходилось выплачивать её сообща (58 фунтов по масштабам 2009 года). Заключённый Джон Грано выплачивал два шиллинга 6 пенни за комнату «Господской стороны» с двумя кроватями, которую он разделял с тремя заключёнными: Дэниэлом Блантом, портным задолжавшим 9 фунтов, Бенджамином Сэндфордом, лайтерманом из Бермундси, задолжавшим 55 фунтов и мистером Бланделлом, ювелиром.
Заключённые называли тюрьму «Замком». У входа была сторожка с башенкой, как у Кембриджа и Оксфорда, там была боковая комната, известная как «Загон» (Pound), где новоприбывшие заключённые ожидали пока им не найдут комнату. Выйдя из сторожки, заключённые попадали во внутренний дворик под названием «Парк». Он был разделён на две части длинной узкой стеной, разделявшей заключённых Господской и Общей сторон. Заключённые Господской стороны предпочитали не огорчаться, наблюдая картины крайней нищеты Общей стороны, тем более что они сами в любой момент могли быть туда ввергнуты. Жёнам, дочерям и любовницам заключённых мужчин позволяли жить с ними пока те вели себя прилично и платили за себя. Заключённые-женщины, которые могли оплачивать тюремные сборы размещались в женских квартирах, называемых «Дубом» (Oak).
На Господской стороне был бар, которым управляла жена директора тюрьмы, и свечной магазин, открытый в 1728 году четой Кэри (оба супруга были заключёнными), где продавались свечи, мыло и продукты. В 1729-м году заключённая Сара Бредшоу (отбывшая длительный срок) открыла кофейный магазин, и мясной магазин, известный под названием «Титти Долл», был открыт заключённым Ричардом МакДонеллом и его женой. На Господской стороне были портной и парикмахер, заключённые с Господской стороны могли нанимать заключённых с общей стороны в качестве личных слуг.
16 марта 1774 года тюрьму Маршалси посетил Джон Говард (1726—1790), один из выдающихся английских тюремных реформаторов. Он докладывал, что в тюрьме не было лазарета и существовала практика «украшения», при которой заключённые вымогали угрозами деньги у новоприбывших. На Господской стороне 5 комнат были cданы человеку, не являвшемуся заключенным, в одной из комнат был магазин, ещё в двух он жил с семьей, остальные же две были сданы в субаренду заключённым. В ходе своего визита Говард зашёл в бар, который был отдан под управление заключённому, проживавшему в «рамках правил» тюрьмы королевского суда — это означало, что формально он должен быть отбывать меру наказания в тюрьме королевского суда, но за отдельную плату ему разрешили поселиться в окрестностях тюрьмы в пределах определённого радиуса. Закон, запрещающий тюремным смотрителям получать прибыль от продажи алкоголя в пределах тюрьмы, полностью игнорировался. Говард докладывал, что в один из выходных в Маршалси было продано 600 кубков пива из местного паба, поскольку заключённым не нравилось пиво, которое продавалось в баре. Он писал что заключённые «игнорировали наказание» единственным способом: предаваясь пьянству и устраивая беспорядки.

### Общая сторона
Заключённые Господской стороны редко посещали Общую сторону. Джон Баптист Грано однажды отправился на Общую сторону и написал в своём дневнике: «Я думал, это погубит меня». Джон Джинджер пишет: «Другим заключённым не нужно видеть это. Достаточно того, что они знают о ренте, законных сборах и прочих поборах, взимаемых с семей заключённых, в любом месте на них можно было бы жить в роскоши, но в Маршалси их хватало лишь на то, чтобы избежать болезней и голода».
Согласно отчётам, условия проживания были ужасающими. В 1639 году заключённые жаловались, что 23-х женщин держали в одной комнате, где негде даже прилечь. Это привело к бунту, в ходе которого заключённые снесли заборы и забрасывали охранников камнями. Заключённых регулярно били «бычьей пиписькой» (нагайкой, сделанной из полового члена быка), подвергали мучениям, зажимая большие пальцы в тиски, также на голову надевался железный обруч, весящий 5,4 кг. После пыток заключённых бросали в сарай (Strong Room), в котором не было окон, располагавшийся поблизости от канализационного коллектора рядом с покойниками, ожидавшими погребения (в покойниках никогда не было недостатка). Диккенс пишет, что этого «боялись даже самые бесшабашные разбойники с большой дороги, такое могли вынести только жабы и крысы». Один армейский офицер, страдавший диабетом и изгнанный с Общей стороны, поскольку заключённые жаловались на вонь от его мочи, был перемещён в Strong Room, где и скончался, согласно свидетелю, за три-четыре часа, прошедших после смерти, крысы обглодали его лицо.
В ходе попечительства Уильяма Эктона в 1720-х годах доходы на благотворительность, собираемые из чашек для подаяния, разбросанных по Сауверку, предназначенные для покупки пищи для заключённых Общей стороны, были вместо этого направлены небольшой группе доверенных заключённых, которые следили за порядком в тюрьме от лица Эктона. Эта группа в ходе суда Эктона в 1729 году по делу об убийстве дала показания под присягой, что Strong Room было лучшим помещением в тюрьме. Джинджер пишет, что Эктон и его жена, проживавшая в комфортабельном помещении близ сторожки, знали, что сидят на бочке с порохом. Он писал: «Каждое утро, когда запах свежевыпеченного хлеба заполнял … двор … только грубое подавление могло удержать Общую сторону от бунта».

### Комитет по тюрьмам
Общая сторона восстала после события 1728 года, когда архитектор Роберт Кастелл, который был заключён за долг во Флитскую тюрьму, проживавший «в рамках правил» на квартире вне тюрьмы, был отправлен в камеру предварительного заключения (Sponging house) за отказ выплатить тюремный сбор знаменитому начальнику Флитской тюрьмы, Томасу Бэмбриджу. Камеры предварительного заключения были частными квартирами, где пребывали заключённые до отправки в тюрьму. Своё название они получили за то, что там у заключённых выжимались последние деньги. Кастелла заключили в Sponging house 14 ноября и заставили делить её с больным умирающим от оспы, в результате чего Кастелл заразился и спустя месяц умер.
Джеймс Оглеторп, член Парламента от партии тори и друг Кастелла, позднее получивший известность за основание колонии Джорджия в Америке, начал поднимать вопрос об обращении с заключёнными за долги, что привело к учреждению парламентского комитета комитета по тюрьмам в феврале 1729 года, в деятельности которого он принял участие. Члены комитета 27 февраля посетили Флитскую тюрьму, а 25 марта — тюрьму Маршалси. Художник Уильям Хогарт, сопровождавший членов комитета во время посещения тюрьмы Флит, набросал рисунок, а затем написал картину маслом. Хорас Уолпол, писатель и историк искусства, в 1849 году составил описание картины: «Сцена [заседания] комитета. На столе находится инструмент пыток. Перед комитетом предстаёт полуголодный заключённый в тряпье. Бедняк спокоен, что вызывает интерес. На другой стороне находится безжалостный тюремщик. Очень похоже на работу Сальватора Розы, изобразившего Яго в момент разоблачения.»
Члены комитета были шокированы условиями проживания заключённых. Они доложили Парламенту о «продаже должностей, нарушении доверия, огромных поборах, притеснениях, запугиваниях, жестокости, и самом высоком уровень преступлений и проступков». Во Флитской тюрьме члены комитета нашли баронета сэра Уильяма Рича в кандалах. Рич не смог заплатить тюремный сбор и был заклеймён раскалённым клеймом, выпорот, десять дней его держали в темнице за то, что он ранил начальника тюрьмы сапожным ножом. В Маршалси они нашли, что заключённых Общей стороны обычно морили голодом до смерти.

### Суд над Уильямом Эктоном
В результате деятельности комитета по тюрьмам несколько ключевых фигур тюремной администрации, включая Томаса Бэмбриджа из Флитской тюрьмы, и Уильяма Эктона из Маршалси, были обвинены в убийстве в августе 1729 года. Благодаря рапорту тюремного комитета, выдержанному в сильных выражениях, суды попали в число главных общественных событий. Джон Джинджер пишет, что когда книготорговец принца Уэльского к концу года представил свой отчёт, два тома из 41 были отчётами о суде над Уильямом Эктоном.
Первым обвинением, выдвинутым против Эктона, стало убийство должника Томаса Блисса, который не смог выплатить тюремный сбор. Недостаток пищи принудил его к побегу, он перебросил верёвку через стену, но его преследователи обрезали её и он свалился с высоты 20 футов. Пытаясь разузнать, кто дал ему верёвку, Эктон избил его бычьей пиписькой, топтался на его животе, поместил Блисса в «дыру» — небольшое сырое помещение под лестницей, в котором не было пола, там не хватало места, чтобы встать или лечь, а затем отправил его в Strong Room. Эта камера первоначально была построена для содержания пиратов и находилась всего в нескольких ярдах от тюремного канализационного коллектора. Её никогда не чистили, там не было дренажного стока, туда не попадал солнечный свет, почти не было свежего воздуха, воздух описывался как «зловонный», камера была полна крысами, там иногда находилось несколько куч навоза. Ряд заключённых заявили на суде, что им не предоставлялось постелей и спать приходилось на сыром полу, часто вплотную к своим товарищам. Эктон платил группе доверенных заключённых за охрану тюрьмы, заявляя что это вместо постелей. Один из них заявил, что часто предпочитал ночевать в Strong Room, поскольку она была очень чистой. Другой сказал, что Strong Room была «лучшей комнатой на Общей стороне». Это вошло в противоречие с показаниями заслушанными судом, согласно которым, левая сторона тела одного из заключённых омертвела, потому что ему приходилось спать на сыром полу, и что другому заключённому крысы обгрызли нос, ухо, щёку и левый глаз.
Блисс пробыл в Strong Room три недели, на его голову был одет тяжёлый железный обруч, на нём были тиски, железный ошейник, ножные кандалы, вокруг его лодыжек были так называемые железные «ножницы». Один свидетель показал, что ноги Блисса так сильно опухли, что железные оковы на одной ноге были не видны, поскольку утонули в распухшей плоти. Его жена видела его через маленькое отверстие в стене и обнаружила, что из его рта и пальцев течёт кровь. Ему давалась небольшая порция пищи, но железный обруч не давал ему жевать и он просил другую заключённую Сюзанну Додд разжёвывать для неё мясо. В итоге его перевели в больничную палату, где он, спустя несколько месяцев, скончался.
Суд также заслушал три других дела. Капитан Джон Бромфилд, Роберт Ньютон и Джеймс Томпсон умерли после схожих действий Эктона: избиения, помещения в «дыру» или в Strong Room, после чего их отправляли в больничную палату, где оставляли лежать на полу в кандалах. Ввиду угрозы для репутации, Эктон просил зачитывать обвинения на латыни, но его опасения были напрасны. Правительство попросило суд вынести оправдательный вердикт, чтобы обелить доброе имя рыцаря-маршала сэра Филиппа Медоуза, нанявшего Джона Дарби в качестве управляющего тюрьмой, который нелегально передал это право Эктону. Доверенные заключённые Эктона давали показания в его пользу, суд не мог их игнорировать. Множество заключённых, включая мясника, пивовара, кондитера и адвоката говорили о его добром характере, торговец углём заявил что Эктон «не годился на этот пост, поскольку испытывал слишком большое сострадание к людям». Суд признал Эктона невиновным по всем пунктам обвинения. Комитету по тюрьмам удалось привлечь внимание к ситуации в тюрьмах в Англии, но не удалось провести тюремную реформу.

### Известные заключённые
Хотя большинство заключённых Маршалси составляли должники, эта тюрьма рассматривается как вторая по значимости после Тауэра — здесь содержались несколько политических фигур, в основном за крамолу и другие виды неуместного поведения. Уильям Хепуорд Диксон написал в 1885 году, что тюрьма была заполнена поэтами, пиратами, священниками, заговорщиками, фальшивомонетчиками, пасквилянтами, иезуитами и бродягами всех мастей.
В ходе елизаветинской эпохи тюрьма стала основным узилищем для католиков, подозреваемых в крамоле. В 1559 году в Маршалси заключили епископа Боннера, последнего римско-католического епископа Лондона, предположительно для его же собственной безопасности, где он пребывал до своей смерти, наступившей десятью годами позднее. В 1570—1571 здесь пребывал Уильям Эрл, агент лорда Бёрли (главный советник королевы Елизаветы I). В корреспонденции, посвящённой узникам Маршалси, о нём упоминается как о подозреваемом в участии в заговоре Ридольфи. Эрл участвовал в цепи передачи информации из тюрьмы, письма прятались в дыры кирпичной кладки, а другие их извлекали. Робин Адамс пишет, что тюрьма протекала как буквально, так и в переносном смысле.
Интеллектуалы также регулярно попадали в Маршалси. В 1597 году в Маршалси был заключён драматург Бен Джонсон за пьесу «Собачий остров», которая была немедленно запрещена, копий её не сохранилось. 28 июля Тайному совету доложили, что это была «непристойная пьеса, поставленная на сцене одного из театров Банксайда, написанная в очень крамольной и скандальной манере». Поэт Кристофер Брук в 1601 году угодил В Маршалси за то, что помог 17-летней Энн Мур выйти замуж за Джона Донна без отцовского благословения. Джордж Уитер, политический сатирик, в 1614 году написал поэму «Охота Шепарда», пребывая в Маршалси за пасквиль размещённый в сборнике Abuses Stript and Whip, состоящий из 20 сатир высмеивающих месть, амбиции и похоть, одна из сатир была направлена против лорда-канцлера.
В 1541 году в число заключённых Маршалси оказался Николас Удал, викарий Брейнтри и глава Итонского колледжа за противоестественные половые сношения и подозрения в краже, несмотря на это, в 1555 году он был назначен на пост главы колледжа св. Петра в Вестминстере, что даёт основание предполагать, что эпизод пребывания в заключении не повредил его репутации. В 1632 году сэр Джон Элиот вице-адмирал Девона был отправлен в Маршалси за оспаривание права короля устанавливать пошлину с водоизмещения судов, он описал своё заключение как переезд из своего лондонского дворца в саутворкское поместье. Юрист Джон Селден был в 1629 году заключён в Маршалси за составление Петиции о правах, документа ограничивающего действия короля, документ рассматривался как крамольный, несмотря на то, что прошёл через Парламент. Полковник Томас Калпепер угодил в Маршалси в 1685 году (или в 1687) за то, что ударил Уильяма Кэвендиша, 1-го герцога Девоншира, по уху.

## Вторая тюрьма Маршалси (1811—1842)
Когда тюремный реформатор Джеймс Нейлд (1744—1814) в декабре 1802 года посетил тюрьму, там проживало только 34 должника, 8 вдов и 7 детей. Нейлд писал о «развалившемся и небезопасном состоянии, обитатели-должники находятся в несчастном до крайности состоянии». Ещё в 1799 правительство признало, что тюрьма находится в состоянии упадка. Было принято решение о постройке новой тюрьмы в 119 м к югу, у тюрьмы Белого льва (White Lion prison), также известной как тюрьма округа.
Строительство началось по адресу Хай-стрит 150 (сейчас улица называется Боро Хай-стрит) к югу от Суда ангелов и аллеи Ангелов, сейчас этих двух узких улиц уже нет. Строение было расположено к северу от церкви св. Георга, местонахождения тюрьмы XVI века Белого льва (White Lion prison) или тюрьмы округа, как она обозначена на карте Лондона 1792 года Ричарда Хорвуда. Постройка в итоге обошлась в 8 тыс. фунтов (442.467 по современным масштабам). Новая тюрьма была открыта в 1811 году и состояла из двух секций, одна для заключённых отправленных адмиралтейством под военный суд, другая — для должников. У новой тюрьмы и тюрьмы Белого льва была общая часовня. В 1827 году у 414 из 630 заключённых за долги были задолженности свыше 20 фунтов.

### Первоисточники
Джеймс Нейлд снова посетил Маршалси в первый год существования нового здания и опубликовал его описание в 1812 году. Это описание было дополнено докладами государственных комитетов и комиссаров в «Состояние и управление тюрьмами Лондона и повсюду» (State and Management of Prisons and Elsewhere). Очевидец, оставшийся анонимом, написал памфлет «Разоблачение практики дворца или суд Маршалси» (An Expose of the Practice of the Palace, or Marshalsea Cour), в котором содержится дополнительная информация.
Чарльз Диккенс (1812—1870) стал основным источником информации по второму Маршалси после того, как его отец, Джон Диккенс, попал туда 20 февраля 1824 года согласно акту о несостоятельных должниках (Insolvent Debtor’s Act 1813). Он задолжал булочнику Джеймсу Керру 40 фунтов и 10 шиллингов, сумма эквивалентна 3,271 фунтам в 2018-м году.
Диккенсу в то время было 12 лет. Его отправили жить в съёмную квартиру вместе с миссис Элен Ройланс на Литл-колледж-стрит, района Кэмден-таун (Лондон), откуда он ежедневно проходил по 8 км до чернильной фабрики Уоррена на Hungerford Stairs, 30. Эта фабрика принадлежала родственнику его матери. Диккенс проводил по десять часов в день за упаковкой бутылок или чисткой обуви, ему платили по шесть шиллингов в месяц. Его мать, Элизабет Барроу, и три его младшие сёстры присоединились к отцу в Маршалси в апреле 1824 года. Диккенс навещал их каждое воскресенье пока не нашёл жильё на Лэнт-стрит, ближе к тюрьме, на чердаке дома, принадлежащего казначею прихода церкви св. Георгия. Это означало, что он мог теперь завтракать со своей семьёй в Маршалси и обедать с ними после работы.
Его отец был освобождён через три месяца 28 мая 1824, но финансовое состояние семьи оставалось тяжёлым, и Диккенсу пришлось продолжить работу на фабрике, чего он, по сообщениям, никогда не простил своей матери. Впоследствии он написал о Маршалси и других тюрьмах для должников в трёх романах: «Посмертные записки Пиквикского клуба» (опубликованных частями с 1836—1837), «Дэвид Копперфильд» (1849—1850) и «Крошка Доррит» (1855—1857), в котором главный персонаж Эми была рождена в Маршалси должником, заключённым по таким запутанным причинам, что никто не мог представить, как вытащить его из тюрьмы.

### Должники
Подобно первому Маршалси, вторая тюрьма также была забита. Блок должников представлял собой кирпичные казармы, двор размерами 54x17 метров, кухню, общедоступную комнату и «крановую», где должники могли пить пиво сколько они желали, по 5 пенсов за кружку в 1815 году. Казармы были меньше 9 метров в ширину и 30 метров в длину. Они были разделены на восемь зданий, каждое в три этажа, на каждом этаже было по 56 комнат. Семь комнат каждого этажа выходили на наружную сторону, а другие семь — на заднюю. Внутренних коридоров не было. В комнаты можно было попасть снаружи по восьми узким деревянным лестницам, пожар в этой ситуации мог быть очень опасным поскольку лестницы были единственными выходами а здания разделялись только тонкими реечными и гипсовыми перегородками.
Женщины-должники размещались в комнатах над крановой. Большая часть комнат для мужчин была прямоугольной формы (3,2x2,6 м) с дощатыми полами, камином и стеклянным окном. В каждой комнате помещались два или три заключённых, и поскольку в комнаты не получалось уместить две кровати, заключённым приходилось их делить. Неизвестный свидетель жаловался в 1833 году: «170 человек оказались единовременно заключены в этих стенах, в каждой комнате по четверо и больше — в комнатах площадью менее десяти футов!!! Я предоставляю читателю вообразить, каково было там заключённым особенно в летнее время».
Большинство дел заключённых решалось комитетом должников из девяти заключённых и председателя, пост которого занимал отец Диккенса, члены совета назначались в последнюю пятницу каждого месяца и встречались каждый понедельник в 11 утра. Комитет отвечал за назначение штрафов за нарушения режима, эту обязанность заключённые осуществляли с видимым энтузиазмом. Должников могли оштрафовать за кражу, выливание воды или выбрасывание мусора из окон или в чужую комнату, за шум после полуночи, ругательства, драку, распевание непристойных песен, курение в пивной комнате в 8—10 утра или 12—2 пополудни, порчу лестниц, загрязнение сидений в туалетах, кражу газет или принадлежностей из крановой, отправление малой нужды во дворе, забор воды прежде, чем она вскипит, и за критику комитета, о которой один из парламентариев написал, что она «слишком часто имела место».
Маршалси могла быть смертельной, но для некоторых заключённых она была убежищем, особенно для не имевших перспективы найти работу, когда освобождение из тюрьмы могло стать формой наказания. Один из должников был освобождён из Маршалси в 1801 году за «создание шума и беспорядка в тюрьме.» Джон Джинджер пишет, что Джон Баптист Грано был освобождён и проклял Маршалси, назвав её «худшей тюрьмой во всех трёх королевствах», когда за ним нечаянно закрыли дверь из тюрьмы. Доктор Хагадж в «Крошке Доррит» говорит другому заключённому.

 «Мы спокойны здесь, нас не будут изводить здесь, здесь нет дверного молотка, которым стучат в дверь кредиторы, отчего у мужчин сердце уходит в пятки. Никто не придёт сюда с вопросом: дома ли ты и что он будет стоять у двери, пока ты не появишься. Никто не пошлёт тебе угрожающих писем с требованием денег. Это свобода, сэр, это свобода! Мы опустились до дна, мы не можем упасть более и что мы обрели? Мир. Вот слово для этого. Мир.»Оригинальный текст (англ.)"...We are quiet here; we don't get badgered here; there's no knocker, sir, to be hammered at by creditors and bring a man's heart into his mouth. Nobody comes here to ask if a man's at home, and to say he'll stand on the door mat till he is. Nobody writes threatening letters about money to this place. It's freedom, sir, it's freedom! ... we have got to the bottom, we can't fall, and what have we found? Peace. That's the word for it. Peace."— Dickens, Little Dorrit, p. 67.

### Тюремный и соседский сборы
Практиковалась традиция собирать «налог», сначала это вступало в противоречие с фактом, что должника, не имевшего денег, заключали согласно требованию денег. Заключённые мужчины, входившие в тюрьму, должны были платить сбор в фонд комитета заключённых от пяти шиллингов шести пенсов, как писали в Парламент в 1815—1818 годах комиссары. Сбор вырос до восьми шиллингов шести пенсов как пишет неизвестный автор в 1833 году. Женщины платили меньшую сумму. Сбор позволял заключённым пользоваться крановой комнатой, где можно было вскипятить воду и приготовить пищу, приобрести сласти и газеты. Заключённых, которые не могли выплатить сбор, тюремный глашатай провозглашал банкротами, их имена писались на стене кухни, и они подвергались остракизму.
После уплаты сбора заключённым давали «соседский билет», который указывал, какая комната будет их. Ожидалось, что большинство из них будет «соседями» с другими заключёнными. Часто новоприбывшие проводили первую ночь в лазарете в ожидании того, какая комната будет готова, и иногда проводили три или четыре ночи, прогуливаясь по двору, прежде чем будет найдено место в комнате, хотя с них часто взимали деньги за комнату, в которую их ещё не поселили.
В тюрьме действовал строгий принцип чередования, когда новоприбывший размещался вместе с самым недавним заключённым, проживавшим в одиночку. Более богатые заключённые могли платить своим товарищам (это назвалось «откупиться от соседа»), чтобы те не жили в комнате, плата составляла полкроны за неделю. Уплатившие жили в одиночестве, в то время как их соседи могли заплатить за ночлег, сняв место где-либо в пределах тюрьмы, или спать в крановой комнате. Плата за «соседство» не взималась только с должников, которые объявили себя банкротами, заявив под присягой, что их состояние меньше 40 шиллингов. С согласия кредиторов их могли освободить после 14 дней, но если кто-либо отказывался, то их размещали на «бедной стороне» здания возле женского крыла, они получали небольшое ежедневное пособие от графства и деньги от благотворительности.

### Заключённые адмиралтейства
Адмиралтейство содержало в тюрьме нескольких заключённых, находящихся под военным судом за мятеж, дезертирство, пиратство и за (как в 1815 году их предпочёл назвать заместитель судебного исполнителя) «противоестественные преступления». В отличие от других частей тюрьмы, возведённых с нуля в 1811 году, адмиралтейская часть, как и северная тюремная стена, и комната отдыха, и часовня были частью старой тюрьмы. Камеры были в настолько плохом состоянии, что в них едва можно было держать заключённых, в 1817 году один из них пытался проломиться через стену. Тюремная стена была низкой, а шипы размещались редко, это означало, что заключённые адмиралтейства часто содержались в лазарете, прикованные за болты, забитые в пол.
У заключённых адмиралтейства был отдельный прогулочный двор, чтобы они не смешивались с должниками, но на деле заключённые часто смешивались и, согласно Диккенсу, к взаимному удовольствию. Парламентский комитет осуждал эту практику, ссылаясь на то, что заключённые адмиралтейства часто характеризовались как «полностью утратившие контроль» и могли оказывать дурное воздействие на должников. Во время инспекций две группы заключённых должны были разойтись по своим блокам, или как описывает Диккенс в «Крошке Доррит».

 «…»Оригинальный текст (англ.)"...[At] certain constitutional moments when somebody came from some Office, to go through some form of overlooking something, which neither he nor anybody else knew anything about ... On those truly British occasions, the smugglers, if any, made a feint of walking into the strong cells and the blind alley, while this somebody pretended to do his something; and made a reality of walking out again as soon as he hadn't done it – neatly epitomizing the administration of most of the public affairs in this right little, tight little, island..."— Dickens, Little Dorrit, p. 61

### Женщины
В качестве поощрения для заключённых разрешалось присутствие жён, любовниц, дочерей и проституток. Посетители, включая женщин, могли приходить и уходить свободно и даже жить с заключёнными, никто не спрашивал, кто они, пока они вели себя пристойно. Женщинам-заключённым, проживающим на женской стороне казарм, также разрешалось свободно общаться с мужчинами. Анонимный очевидец докладывал, что некоторые из комнат специально сдавались проституткам. Тюремные ворота закрывались с десяти вечера до восьми утра, за полчаса до закрытия ворот колокол предупреждал посетителей, служащий обходил тюрьму возвещая: «Посторонние, женщины и дети: все вон!»
Половая свобода женщин посетителей или заключённых подвергалась в тюрьме риску. Анонимный свидетель рассказывал о риске изнасилования или соблазне быть вовлечённой в проституцию: «Как часто женская добродетель подвергается угрозе в бедности? Увы, как часто она погибает, поскольку муж или отец оказывается в заключении за долги?». Тюремный врач, проживающий вне Маршалси и каждый день, посещающий заключённых и иногда их детей — согласно одному из парламентских докладов «для защиты их репутации» — никогда не посещал их вдов. Как следствие, женщины рожали в одиночку или при помощи других заключённых. Тюремный врач рассказал парламентской комиссии, как однажды помогал при родах и только из-за вежливости, поскольку это не входило в его заработную плату.

### Закрытие и упразднение тюрьмы
Тюрьма Маршалси была закрыта в 1842 году актом Парламента, 19 ноября того же года заключённые были перемещены в тюрьму королевской скамьи, в то время носившую название тюрьма королевы. Душевно больные заключённые были помещены в Бедлам. 31 декабря был упразднён суд Маршалси королевского дома, его функции перешли суду общих тяжб Её величества в Вестминстере.
В июле 1843 года строения и земля были выставлены на продажу с аукциона, их приобрёл У. Дж. Хикс (W.G. Hicks). Собственность состояла из дома сторожа, столовой (известной как suttling house), адмиралтейской секции, часовни, трёхэтажного кирпичного здания и восьми кирпичных строений, все они отделялись от Боро хай-стрит железными воротами. В 1869 году в Англии было окончательно отменено заключение за долг, за исключением случаев мошенничества и отказа платить. В 1870 году по приказу министерства внутренних дел большая часть тюремных зданий была снесена, хотя в 1955 году  их части всё ещё использовались в качестве магазина скобяных товаров George Harding & Sons.
Диккенс посетил 5 мая 1857 года то, что осталось от Маршалси, перед тем как дописать «Крошку Доррит», часть зданий всё ещё сдавались как комнаты или квартиры. Он написал в прологе:

 «Возможно, что некоторые из моих читателей питают интерес: сохранились ли ещё или нет какие-либо части тюрьмы Маршалси. Я не знал этого, пока не приблизился к концу повествования, тогда я отправился туда, чтобы посмотреть. Я увидел наружный дворик, часто упоминавшийся здесь, превратившийся в бакалейную лавку, и предположил, что от тюрьмы не осталось камня на камне. Однако, когда я бродил по смежной улице с названием „Ангел-корт ведущей в Бермундси“, я пришёл к „Маршалси-плейс“, зданиям о которых я помнил не только как о большей части бывшей тюрьмы. Сохранились и те помещения которые я видел в памяти, когда писал биографию крошки Доррита… Тот, кто попадёт на „Маршалси-плейс“, пройдя через улицу „Ангел-корт ведущая в Бермундси“, будет ступать по мостовой бывшей тюрьмы, увидит справа и слева от себя узкий двор, изменившийся лишь на самую малость, за исключением стен, которые стали ниже, после того как тюрьма была упразднена, сможет заглянуть в комнаты, где жили должники и будет стоять среди толпы призраков многих несчастных прошлых лет.» Оригинальный текст (англ.)"...Some of my readers may have an interest in being informed whether or no any portions of the Marshalsea Prison are yet standing. I, myself, did not know, until I was approaching the end of this story, when I went to look. I found the outer front courtyard, often mentioned here, metamorphosed into a butter shop; and then I almost gave up every brick of the jail for lost. Wandering, however, down a certain adjacent "Angel Court, leading to Bermondsey," I came to "Marshalsea Place": the houses in which I recognized, not only as the great block of the former prison, but as preserving the rooms that arose in my mind's eye when I become Little Dorrit's biographer ... [W]hosoever goes into Marshalsea Place, turning out of Angel Court, leading to Bermondsey, will find his feet on the very paving-stones of the extinct Marshalsea jail; will see its narrow yard to the right and to the left, very little altered, if at all, except that the walls were lowered when the place got free; will look upon the rooms in which the debtors lived; and will stand among the crowding ghosts of many miserable years..."— Dickens: «Little Dorrit» p. xxxvi

### Местоположение остатков тюрьмы
Всё что осталось от Маршалси сегодня — это кирпичная стена, отмечающая южную границу тюрьмы, сейчас она отделяет небольшой общественный парк (раньше бывший кладбищем) от местной библиотеки. На этой стене местным советом прикреплена табличка, отмечающая место парка, и то, что это была внешняя стена тюрьмы. В музее Cuming Museum находится один из тюремных насосов, а в доме-музее Диккенса находится одно из тюремных окон.
Комиссия по историческим зданиям и памятникам определила, что уцелевшая стена является южной стеной тюрьмы и идёт вдоль узкой аллеи сейчас называемой Ангел-плейс, ранее это был внутренний тюремный двор. Название Ангел-плейс было дано по ошибке, поскольку на северной стороне Маршалси были две улицы: Ангел-корт и Ангел-элли, улицу Ангел-корт Диккенс указал в 1857 году как направление для поисков остатков тюрьмы.
Сейчас улица Ангел-плейс находится между местной библиотекой Саутуорка по адресу Боро хай-стрит 211, Саутуорк, Лондон SE1 и небольшим общественным парком бывшим двором церкви св. Георгия. Она находится к северу от соединения улиц Боро хай-стрит и Tabard Street. До неё можно доехать на автобусах (№ 21. 35, 40, 133 и С10) на метро до станции Borough или на поезде до станции London Bridge.

## См. также

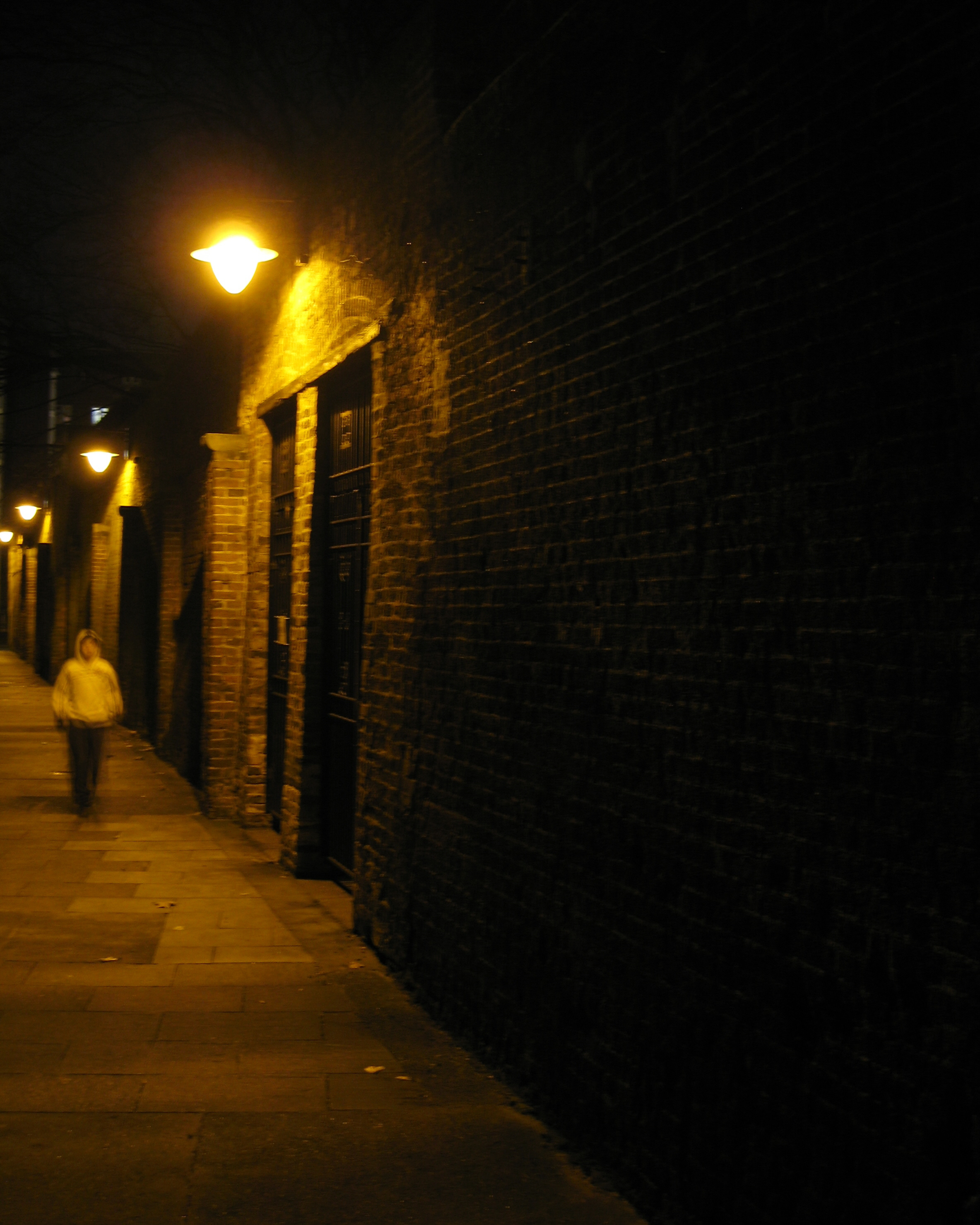
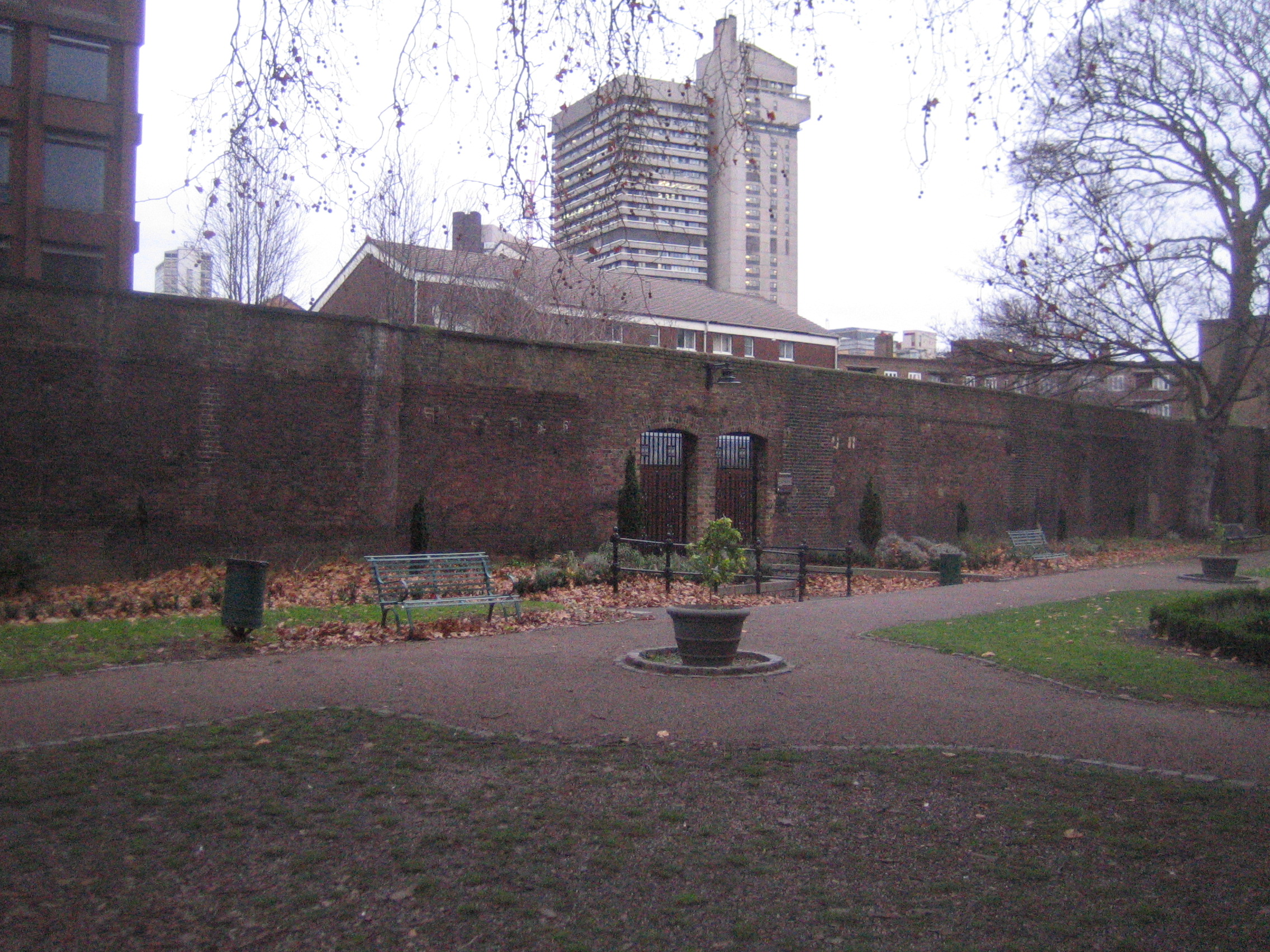
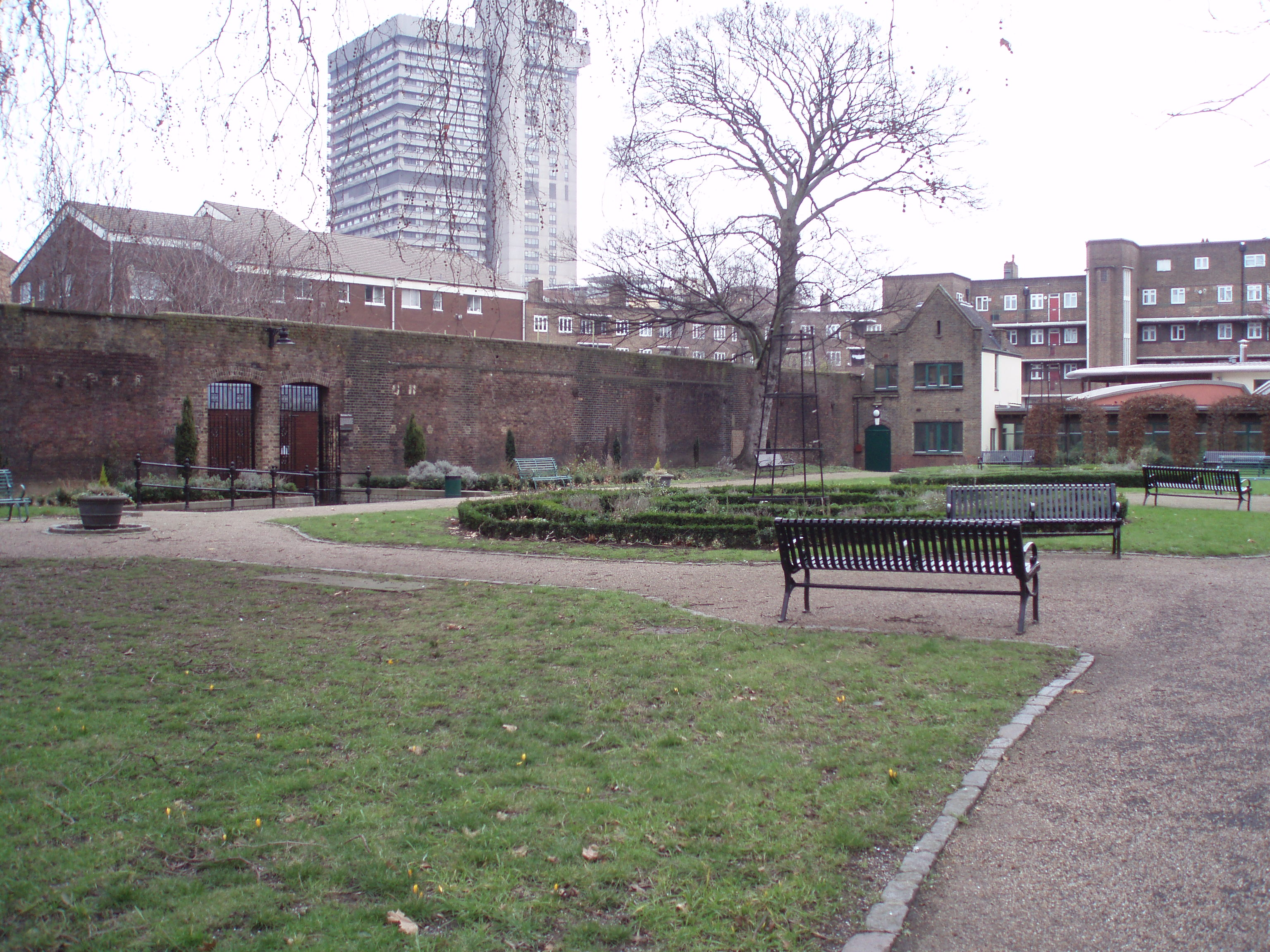
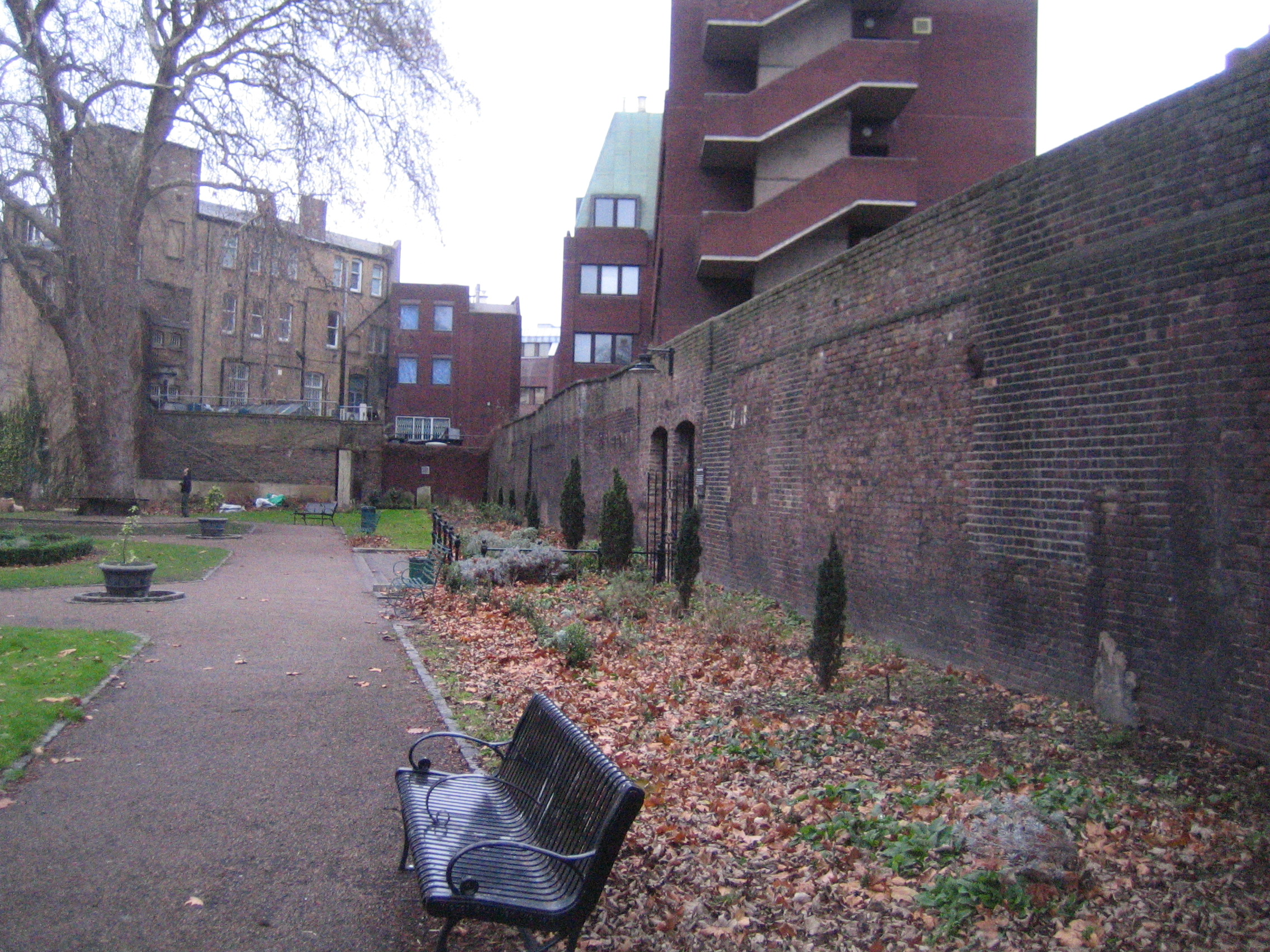
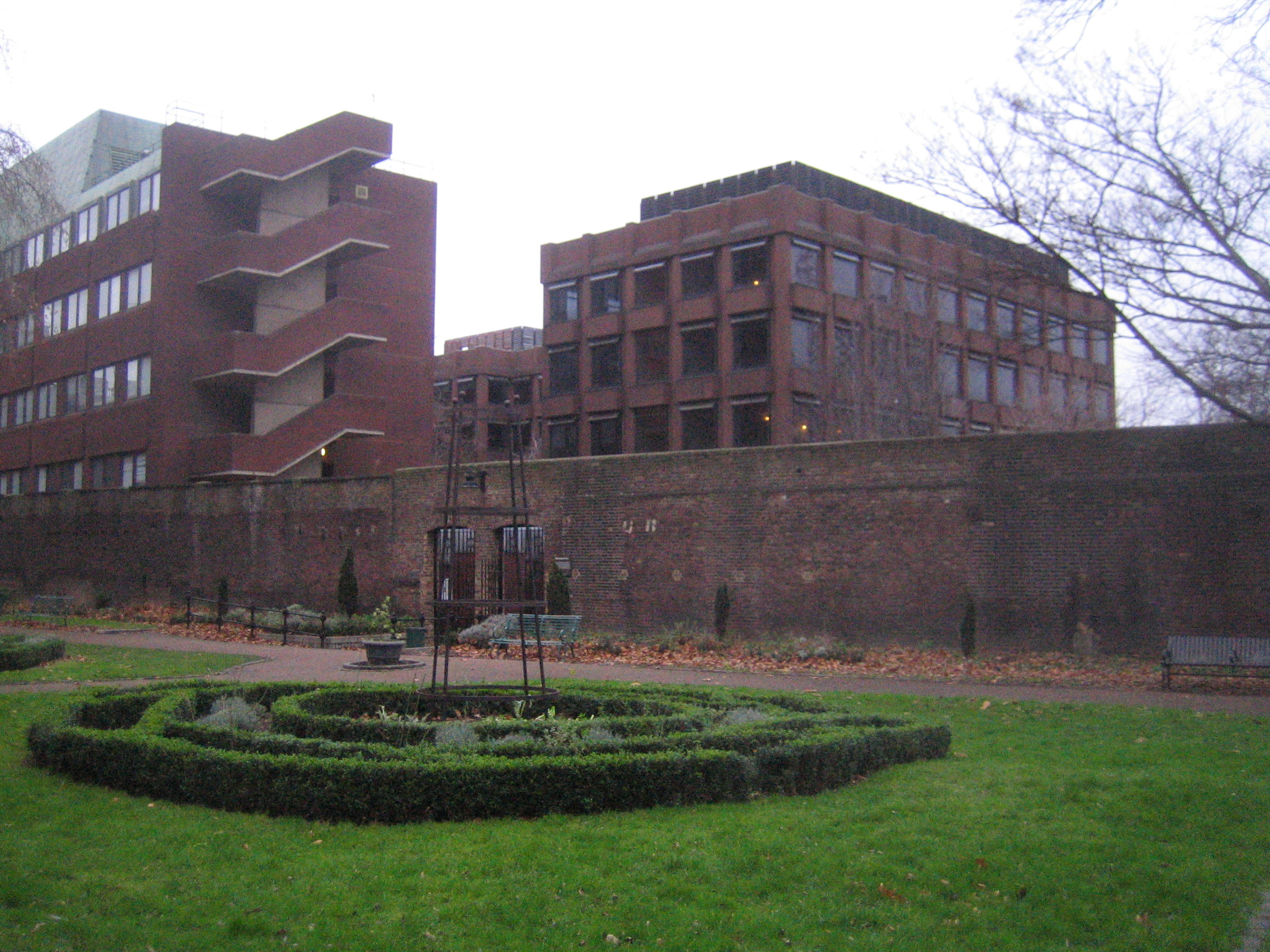
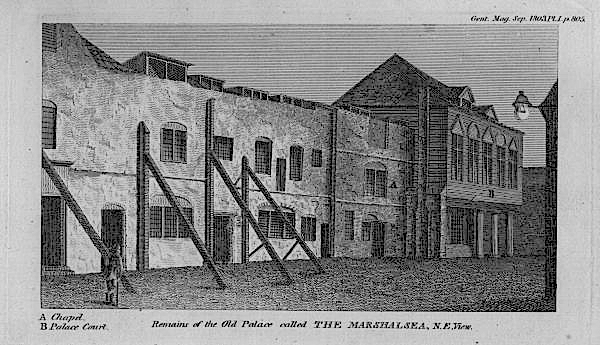
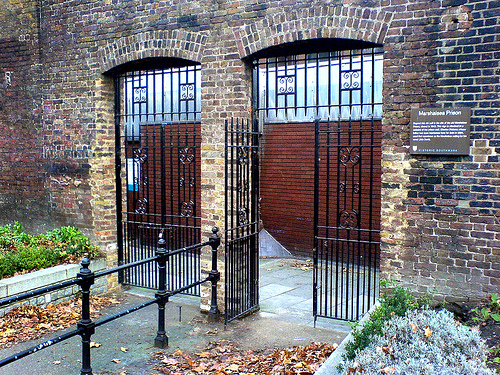
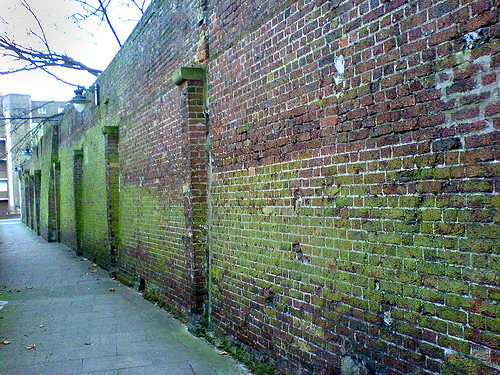